# Alex Nyborg Madsen
Alex Nyborg Madsen (født 1. august 1960 i Frederiksværk) er en dansk sanger og radiovært. Han har været medlem af flere bands, blandt andre Witch Cross, Savage Affair, Harlot, Ache og Led Zeppelin Jam.
Som radiovært har han været vært på forskellige programmer på Danmarks Radio og som skuespiller i tre film.

## Karriere
Alex Nyborg Madsen er oprindeligt uddannet reservedelsekspedient hos den lokale VW- og Audi forhandler i Frederiksværk.
I 1984 havde Madsen sin debut som radiovært. Han har siden været vært på bl.a. DAB-kanalen DR X, på DR P3s Fredagsbaren og DR P4s program Madsen.
Desuden har han indspillet demo og udgivet et album og et par singler i 1984 med heavy metal-bandet Witch Cross og et tillæg til det. I 1985 var han kortvarigt med medlem af det danske rockband Ache ved gendannelsen i 1985, der kun varede ét år. 
Madsen har spillet i flere år med bandet Harlot, og de indspillede et par album og turnerede rundt i Danmark, Tyskland og Holland.
Siden 1990 har han været medlem af det danske poporkester Savage Affair og har på samme tid været medlem af Led Zeppelin Jam, der er en dansk hyldest til heavyrockorkestret Led Zeppelin. 
Alex Nyborg Madsen har endvidere medvirket i tre danske biograffilm. Disse er henholdsvis familiefilmen Hannibal og Jerry fra 1997, Italiensk for begyndere fra 2000 og Der var engang en dreng fra 2006.
I 2006 blev han slået til ridder af Dannebrogordenen. Han har desuden er personligt venskab med Kronprins Frederik.
I 2010 sang Madsen sangen "H.J.E.M." på soundtracket til voksenjulekalenderen H*A*S*H. Samme år blev han medlem af gruppen Sing Sing Sing.

## Privatliv
Madsen blev gift i 1983 med Lone Rubæk Pedersen. Han er plejefar for tre børn.

## Filmografi
- 1997 Hannibal og Jerry
- 2000 Italiensk for begyndere
- 2006 Der var engang en dreng

## Diskografi

### Med Witch Cross
- 1983  Fit For Fight

### Med Savage Affair
- 1996 Actual Reality
- 2003 Dumb Again

### Med Sing Sing Sing
- 2014 Crossover

### Sange
- 2004 "April, April" - I Skovens Dybe Stille Ro
- 2006 "Hey Hey Hyv" - Der Var Engang En Dreng - Som Fik En Lillesøster Med Vinger
- 2010 "H.J.E.M." - Soundtrack fra H*A*S*H